# Liste des comtesses et duchesses du Maine
Cet article présente la liste des comtesses puis duchesses du Maine, par mariage ou de plein droit.

## Rorgonides (820-885, 893-895)
| Nom (dates) | Époux                 | Titres              | Éléments biographiques                                                                          |
| ----------- | --------------------- | ------------------- | ----------------------------------------------------------------------------------------------- |
| Bilichilde  | - Rorgon Ier du Maine | - Comtesse du Maine | - Mère de Rorgon II du Maine, de Gauzfrid du Maine, de Bilchide du Maine et de Gozlin du Maine. |

À la mort de Gauzfrid du Maine en 878, son fils étant trop jeune pour lui succéder, le comté du Maine est donné à Ragenold de Neustrie, un Rorgonide d'une branche cadette, puis à Roger du Maine, un Hugonide marié à Rothilde, une princesse carolingienne. Le Maine est alors confisqué aux Rorgonides au profit des Robertiens, puis le comté est disputé entre les Rorgonides et les Hugonides.

## Hugonides (886-893, 895-1062)
| Nom (dates)                 | Époux                                                                            | Titres                                                                                   | Éléments biographiques |
| --------------------------- | -------------------------------------------------------------------------------- | ---------------------------------------------------------------------------------------- | --- |
| Rothilde (871-925/28)       | - Roger du Maine (mariage en 895)                                                | - Comtesse du Maine (895-900) - Abbesse de Chelles (922-925)                             | - Princesse carolingienne. Fille de Charles II le Chauve et de Richilde d'Ardennes. - Mère d'Hugues Ier du Maine.                                                        |
| Berthe de Blois (1005-1080) | - Alain III de Bretagne (mariage en 1018) - Hugues IV du Maine (mariage en 1046) | - Duchesse de Bretagne et comtesse de Rennes (1018-1040) - Comtesse du Maine (1046-1051) | - Princesse de la Maison de Blois. Fille d'Eudes II de Blois et d'Ermengarde d'Auvergne. - Mère de Conan II de Bretagne, d'Havoise de Bretagne et d'Herbert II du Maine. |

Sans enfant, Herbert II désigne dans son testament Guillaume le Conquérant comme son successeur, mais les seigneurs du Maine se révoltent et appellent un oncle par alliance d'Herbert II, Gautier III de Vexin, marié à Biota du Maine.

## Maison de Vexin (1062-1063)
| Nom (dates)                | Époux                  | Titres                                                                   | Éléments biographiques                              |
| -------------------------- | ---------------------- | ------------------------------------------------------------------------ | --------------------------------------------------- |
| Biota du Maine (1025-1063) | - Gautier III de Vexin | - Comtesse de Vexin et d'Amiens (?-1063) - Comtesse du Maine (1062-1063) | - Princesse hugonide. Fille d'Herbert Ier du Maine. |

Guillaume le Conquérant chasse Gautier et installe son fils Robert Courteheuse comme comte, de 1063 à 1069.

## Maison d'Este (1069-1093)
En 1069, les seigneurs du Maine se révoltent et placent sur le siège comtal un autre descendant des comtes du Maine, Hugues d'Este, petit-fils maternel d'Herbert Ier du Maine.
| Nom            | Époux                                 | Titres                       | Éléments biographiques                                                                        |
| -------------- | ------------------------------------- | ---------------------------- | --------------------------------------------------------------------------------------------- |
| Hérie d'Apulie | - Hugues V du Maine (mariage en 1078) | - Comtesse du Maine (1078-?) | - Princesse de la Maison de Hauteville. Fille de Robert Guiscard et de Sykelgaite de Salerne. |

## Maison de Baugency (1093-1126)
Hugues V vend le comté à son cousin Elie de Beaugency, arrière-petit-fils maternel d'Herbert Ier du Maine, en 1093.
| Nom (dates)                          | Époux                                  | Titres                                                                                     | Éléments biographiques |
| ------------------------------------ | -------------------------------------- | ------------------------------------------------------------------------------------------ | --- |
| Mathilde de Château-du-Loir (?-1099) | - Élie Ier du Maine                    | - Comtesse du Maine (1093-1099)                                                            | - Fille de Gervais de Château-du-Loir. - Mère d'Erembourg du Maine. |
| Erembourg du Maine (?-1126)          | - Foulques V d'Anjou (mariage en 1110) | - Comtesse du Maine (de plein droit, 1110-1126) - Comtesse d'Anjou et de Tours (1110-1126) | - Princesse de la Maison de La Flèche. Fille d'Élie Ier du Maine et de Mathilde de Château-du-Loir. - Mère de Geoffroy V d'Anjou, d'Élie II d'Anjou et de Sibylle d'Anjou. |

## Maison Plantagenêt (1126-1204)
| Portrait | Nom (dates)                       | Époux                                                                              | Titres | Éléments biographiques | Armoiries |
| -------- | --------------------------------- | ---------------------------------------------------------------------------------- | --- | --- | --------- |
|          | Mathilde d'Angleterre (1102-1167) | - Henri V du Saint-Empire (mariage en 1114) - Geoffroy V d'Anjou (mariage en 1128) | - Impératrice du Saint-Empire (1114-1125) - Comtesse d'Anjou, de Tours et du Maine (1129-1151) - Dame des Anglais et duchesse de Normandie (de plein droit, 1141) - Duchesse de Normandie (1144-1150)                                            | - Princesse rollonide. Fille d'Henri Ier d'Angleterre et de Mathilde d'Écosse. - Mère d'Henri II d'Angleterre, de Geoffroy VI d'Anjou et de Guillaume FitzEmperesse. |           |
|          | Aliénor d'Aquitaine (1122-1204)   | - Louis VII de France (mariage en 1137) - Henri II d'Angleterre (mariage en 1152)  | - Duchesse d'Aquitaine et comtesse de Poitiers (de plein droit, 1137-1204) - Reine de France (1137-1152) - Duchesse de Normandie, comtesse d'Anjou et du Maine (1152-1189) - Reine d'Angleterre (1154-1189)                                      | - Princesse de la Maison de Poitiers-Aquitaine. Fille de Guillaume X d'Aquitaine et d'Aénor de Châtellerault. - Mère de Marie de France, d'Alix de France, d'Henri le Jeune, de Mathilde d'Angleterre, de Richard Cœur de Lion, de Geoffroy II de Bretagne, d'Aliénor d'Angleterre, de Jeanne d'Angleterre et de Jean sans Terre.                        |           |
|          | Berengère de Navarre (1163-1230)  | - Richard Cœur de Lion (mariage en 1191)                                           | - Reine d'Angleterre, duchesse de Normandie, comtesse d'Anjou et du Maine (1191-1199) - Comtesse usufruitière du Maine (1204-1230) | - Princesse de la Dynastie Jiménez. Fille de Sanche VI de Navarre et de Sancha de Castille. |           |
|          | Isabelle d'Angoulême (1188-1246)  | - Jean sans Terre (mariage en 1200) - Hugues X de Lusignan (mariage en 1220)       | - Reine d'Angleterre (1200-1216) - Duchesse de Normandie, comtesse d'Anjou et du Maine (1200-1204) - Comtesse d'Angoulême (de plein droit, 1202-1246) - Duchesse d'Aquitaine (1204-1216) - Comtesse de La Marche et dame de Lusignan (1220-1246) | - Princesse de la Maison Taillefer. Fille d'Aymar Taillefer et d'Alice de Courtenay. - Mère d'Henri III d'Angleterre, de Richard de Cornouailles, de Jeanne d'Angleterre, d'Isabelle d'Angleterre, d'Aliénor d'Angleterre, d'Hugues XI de Lusignan, d'Alice de Lusignan, de Geoffroy III de Lusignan, de Guillaume de Valence et d'Isabelle de Lusignan. |           |

## Dynastie Jiménez (1204-1230)
| Portrait | Nom (dates)                      | Époux                                    | Titres | Éléments biographiques                                                                      | Armoiries |
| -------- | -------------------------------- | ---------------------------------------- | --- | ------------------------------------------------------------------------------------------- | --------- |
|          | Berengère de Navarre (1163-1230) | - Richard Cœur de Lion (mariage en 1191) | - Reine d'Angleterre, duchesse de Normandie, comtesse d'Anjou et du Maine (1191-1199) - Comtesse usufruitière du Maine (1204-1230) | - Princesse de la Dynastie Jiménez. Fille de Sanche VI de Navarre et de Sancha de Castille. |           |

## Maison capétienne d'Anjou-Sicile (1246-1299)
| Portrait | Nom (dates)                                  | Époux                                   | Titres | Éléments biographiques | Armoiries |
| -------- | -------------------------------------------- | --------------------------------------- | --- | --- | --------- |
|          | Béatrice de Provence (1229-1267)             | - Charles Ier d'Anjou (mariage en 1246) | - Comtesse de Provence et de Forcalquier (de plein droit, 1245-1267) - Comtesse d'Anjou et du Maine (1246-1267) - Reine de Sicile et de Naples, princesse de Tarente (1266-1267)                                                  | - Princesse de la Maison de Barcelone. Fille de Raymond-Bérenger IV de Provence et de Béatrice de Savoie. - Mère de Blanche d'Anjou, de Béatrice de Sicile, de Charles II d'Anjou et d'Isabelle d'Anjou. |           |
|          | Marguerite de Bourgogne-Tonnerre (1250-1308) | - Charles Ier d'Anjou (mariage en 1268) | - Comtesse de Tonnerre (de plein droit, 1262-1308) - Reine de Sicile (1268-1282) - Reine de Naples, princesse de Tarente, comtesse d'Anjou et du Maine (1268-1285) - Reine d'Albanie (1272-1285) - Princesse d'Achaïe (1278-1285) | - Princesse de la Maison capétienne de Bourgogne. Fille d'Eudes de Bourgogne et de Mathilde II de Bourbon. |           |
|          | Marie de Hongrie (1257-1323)                 | - Charles II d'Anjou (mariage en 1270)  | - Comtesse de Provence et de Forcalquier (1270-1309) - Reine de Naples (1285-1309) - Reine d'Albanie et princesse de Tarente (1285-1294) - Comtesse d'Anjou et du Maine (1285-1290) - Princesse d'Achaïe (1285-1289)              | - Princesse de la dynastie Árpád. Fille d'Étienne V de Hongrie et d'Élisabeth la Coumane. - Mère de Charles Martel de Hongrie, de Marguerite d'Anjou, de Louis d'Anjou, de Robert Ier de Naples, de Philippe Ier de Tarente, de Blanche d'Anjou, d'Éléonore d'Anjou, de Marie d'Anjou, de Jean de Durazzo et de Béatrice d'Anjou. |           |
|          | Marguerite d'Anjou (1273-1299)               | - Charles de Valois (mariage en 1290)   | - Comtesse d'Anjou et du Maine (de plein droit, 1290-1299) - Comtesse de Valois, d'Alençon et de Chartres (1290-1299) | - Princesse de la Maison capétienne d'Anjou-Sicile. Fille de Charles II d'Anjou et de Marie de Hongrie. - Mère d'Isabelle de Valois, de Philippe VI de France, de Jeanne de Valois, de Marguerite de Valois et de Charles II d'Alençon.                                                                                           |           |

## Maison de Valois (1299-1351)
| Portrait | Nom (dates)                       | Époux                                                                           | Titres | Éléments biographiques | Armoiries |
| -------- | --------------------------------- | ------------------------------------------------------------------------------- | --- | --- | --------- |
|          | Jeanne de Bourgogne (1293-1349)   | - Philippe VI de France (mariage en 1313)                                       | - Comtesse d'Anjou et du Maine (1314-1328) - Comtesse de Valois (1325-1328) - Reine de France (1328-1349)                                                   | - Princesse de la Maison capétienne de Bourgogne. Fille de Robert II de Bourgogne et d'Agnès de France. - Mère de Jean II de France et de Philippe d'Orléans. |           |
|          | Bonne de Luxembourg (1315-1349)   | - Jean II de France (mariage en 1332)                                           | - Duchesse de Normandie, comtesse d'Anjou et du Maine (1332-1349)                                                                                           | - Princesse de la Maison de Luxembourg. Fille de Jean Ier de Bohême et d'Élisabeth de Bohême. - Mère de Charles V de France, de Louis Ier d'Anjou, de Jean Ier de Berry, de Philippe II de Bourgogne, de Jeanne de France, de Marie de France et d'Isabelle de France. |           |
|          | Jeanne Ire d'Auvergne (1326-1360) | - Philippe de Bourgogne (mariage en 1338) - Jean II de France (mariage en 1350) | - Comtesse d'Auvergne et de Boulogne (de plein droit, 1332-1360) - Duchesse de Normandie, comtesse d'Anjou et du Maine (1350) - Reine de France (1350-1360) | - Princesse de la Maison d'Auvergne. Fille de Guillaume XII d'Auvergne et de Marguerite d'Évreux. - Mère de Philippe Ier de Bourgogne. |           |

## Maison de Valois-Anjou (1351-1481)
| Portrait | Nom (dates)                               | Époux | Titres | Éléments biographiques | Armoiries |
| -------- | ----------------------------------------- | --- | --- | --- | --------- |
|          | Marie de Blois (1345-1404)                | - Louis Ier d'Anjou (mariage en 1360)                                                                                      | - Dame de Guise (de plein droit, 1360-1404) - Duchesse d'Anjou et de Touraine, comtesse du Maine (1360-1384) - Duchesse de Calabre (1380-1382) - Reine de Naples et comtesse de Provence (1382-1384) | - Princesse de la Maison de Blois. Fille de Charles de Blois et de Jeanne de Penthièvre. - Mère de Louis II d'Anjou.                                                                                  |           |
|          | Yolande d'Aragon (1380-1442)              | - Louis II d'Anjou (mariage en 1400)                                                                                       | - Reine de Naples, duchesse d'Anjou et de Touraine, comtesse du Maine et de Provence (1400-1417) - Dame de Guise (1404-1417)                                                                         | - Princesse de la Maison de Barcelone. Fille de Jean Ier d'Aragon et de Yolande de Bar. - Mère de Louis III d'Anjou, de Marie d'Anjou, de René d'Anjou, de Yolande d'Anjou et de Charles IV du Maine. |           |
|          | Marguerite de Savoie (1420-1479)          | - Louis III d'Anjou (mariage en 1431) - Louis IV du Palatinat (mariage en 1445) - Ulrich V de Wurtemberg (mariage en 1453) | - Reine de Naples, duchesse d'Anjou, comtesse du Maine, de Provence et de Guise (1431-1434) - Duchesse de Calabre (1432-1434) - Électrice palatine (1445-1449) - Comtesse de Wurtemberg (1453-1479)  | - Princesse de la Maison de Savoie. Fille d'Amédée VIII de Savoie et de Marie de Bourgogne. - Mère de Philippe Ier du Palatinat.                                                                      |           |
|          | Covella Ruffo (vers 1400-1442)            | - Charles IV du Maine (mariage en 1434)                                                                                    | - Comtesse de Montalto et de Corigliano (de plein droit, 1420-1442) - Comtesse du Maine (1434-1442)                                                                                                  | - Princesse de la Famille Ruffo di Calabria. Fille de Carlo Ruffo et de Ceccarella Sanseverino. - Mère de Jean-Louis-Marin d’Anjou.                                                                   |           |
|          | Isabelle de Luxembourg-Saint-Pol (?-1472) | - Charles IV du Maine (mariage en 1443)                                                                                    | - Comtesse du Maine (1443-1472) - Comtesse de Guise (1444-1472) | - Princesse de la Maison de Luxembourg. Fille de Pierre Ier de Luxembourg-Saint-Pol et de Marguerite des Baux. - Mère de Louise d'Anjou et de Charles V d'Anjou.                                      |           |
|          | Jeanne de Lorraine (1458-1480)            | - Charles V d'Anjou (mariage en 1474)                                                                                      | - Comtesse du Maine et de Guise (1474-1480) | - Princesse de la Maison de Lorraine. Fille de Ferry II de Vaudémont et de Yolande d'Anjou. |           |

## Maison de Bourbon-Maine (1670-1775)
| Portrait | Nom (dates)                                   | Époux                                        | Titres | Éléments biographiques | Armoiries |
| -------- | --------------------------------------------- | -------------------------------------------- | --- | --- | --------- |
|          | Louise-Bénédicte de Bourbon-Condé (1676-1753) | - Louis-Auguste de Bourbon (mariage en 1692) | - Duchesse du Maine et d'Aumale, princesse de Dombes et comtesse d'Eu (1692-1736) - Comtesse de Dreux (de plein droit, 1723-1753) | - Princesse de la Maison de Bourbon- Condé. Fille d'Henri-Jules de Bourbon-Condé et d'Anne de Bavière. - Mère de Louis-Auguste de Bourbon, de Louis-Charles de Bourbon et de Louise-Françoise de Bourbon. |           |